# Thomas Ashwell
Pour les articles homonymes, voir Ashwell.
Thomas Ashwell ou Ashewell (1478 (?), mort après 1513) est un compositeur anglais. Il a notamment écrit des messes et pourrait avoir été le maître de John Taverner.

## Biographie
Son admission comme choriste à la chapelle Saint-Georges du château de Windsor en 1491 suggère une date de naissance aux environs de 1478, mais rien d'autre n'est connu sur les premières années de sa vie. Il occupe sa charge à Saint-Georges jusqu'à 1493. 
On retrouve sa trace dans les livres de compte du Tattershall College (en), dans le Lincolnshire, qui le mentionne comme chantre en 1502 et 1503, avant qu'il n'obtienne, comme le révèlent les archives, un poste d'autorité à la cathédrale de Lincoln en 1508.
Il a également été à l'emploi de la cathédrale de Durham comme cantor ou maître du chœur d'enfants, en plus de composer de la musique pour la Lady Chapel en 1513. William Robson, étant son premier successeur à Durham en 1527, laisse croire à la mort d'Ashwell quelque temps auparavant.

## Œuvre
La dissolution des monastères est responsable de la destruction d'une grande partie de l'œuvre de Thomas Ashwell comme de tous ses contemporains. John Taverner, qui a vraisemblablement été son élève, a copié deux messes de son maître dans le recueil collectif Forrest-Heyter Partbooks : la Missa Jesu Christe et la Missa Ave Maria, toutes deux à six voix. Seuls des fragments de la plupart des autres œuvres sacrées d'Ashwell nous sont parvenues.
La chanson She may be callyd a sovrant lady, seule œuvre profane d'Ashwell à avoir survécu, se trouve dans un recueil édité en 1530.

## Enregistrements
- Missa Jesu Christe de Ashwell, avec une messe de Hugh Aston dans le CD Two Tudor Masses for the Cardinal, Christ Church Cathedral Choir - Stephen Darlington, Metronome (1998)
- Missa Ave Maria de Ashwell (orthographié Ashewell), avec des messes de Orlando di Lasso et Palestrina dans le CD La Quinta essentia, Huelgas Ensemble - Paul Van Nevel, Harmonia Mundi 901922 (2007)